# Мамо, не горюй
«Мамо, не горюй» (рос. Мама, не горюй) — російський художній фільм 1997 року. З 2014 року заборонений до показу та поширення в Україні.
У 2005 року вийшло продовження фільму — «Мамо, не горюй 2».

## Зміст
Було весілля. Гуляли реальні люди. Чисто конкретно співали-танцювали, відпочивали по-людськи. І розвели їх на бійку. Морячок узяв та й огрів стільцем Туриста. Щоб до нареченої не чіплявся. А Турист був серйозний чоловік. І тому одразу почалися такі з'ясування стосунків, що мама не горюй! Морячок із власного весілля накивав п'ятами і на ранок його вже шукали міліція, кілери, родичі нареченої, друзі Туриста та всілякий інший цікавий народ.

## Ролі
- Андрій Панін — Морячок
- Гоша Куценко — Артур
- Микола Чиндяйкін — Олексій Іванович, майор міліції (озвучує Олександр Ільїн)
- Євген Сидихін — Зубек
- Сергій Векслер — Ринат
- Валерій Прийомихов — дядько
- Іван Охлобистін — Макар
- Олександр Баширов — Міша, власник клубу
- Іван Бортник — «Гітлер»
- Олеся Судзиловська — Марина
- Олена Шевченко — Ксенія, балерина
- Маша Бакланова — перша дівчинка
- Маша Машкова — друга дівчинка
- Анатолій Мамбетов — злочинний авторитет в аеропорту
- Віктор Вержбицький — режисер балету в аеропорту
- Сергій Данилевич — репортер телебачення
- Сергій Колтаков — слідчий прокуратури
- Дмитро Пітухов — Жоржик
- Ніна Русланова — теща Морячка
- Ігор Юраш — «Хом'як»

## Знімальна група
- Автор сценарію:
  - Костянтин Мурзенко
  - Максим Пежемський
- Режисер: Максим Пежемський
- Оператор: Андрій Жегалов
- Художник: Костянтин Вітавський

## Заборона до показу
З 9 грудня 2014 року Державне агентство України з питань кіно заборонило до показу та поширення в Україні фільм «Мама не горюй» разом із ще 70-ма фільмами та серіалами за участю Івана Охлобистіна. За повідомленням відомства, заборона пов'язана із антиукраїнськими шовіністичними вчинками Охлобистіна, а також порушенням ним заборони на в'їзд до України. Незадовго до цього за заборону протестували активісти, зокрема учасники кампанії «Бойкот російського кіно».